# Route nationale 67a
La route nationale 67a (RN 67a o N 67a) è stata una strada nazionale francese del dipartimento dell'Alta Marna che partiva da Donjeux e terminava a Rimaucourt. Rappresentava un collegamento tra la N67 e la N65 attraverso la valle del Rognon. Nel 1972 venne completamente declassata a D67a.